# Penál

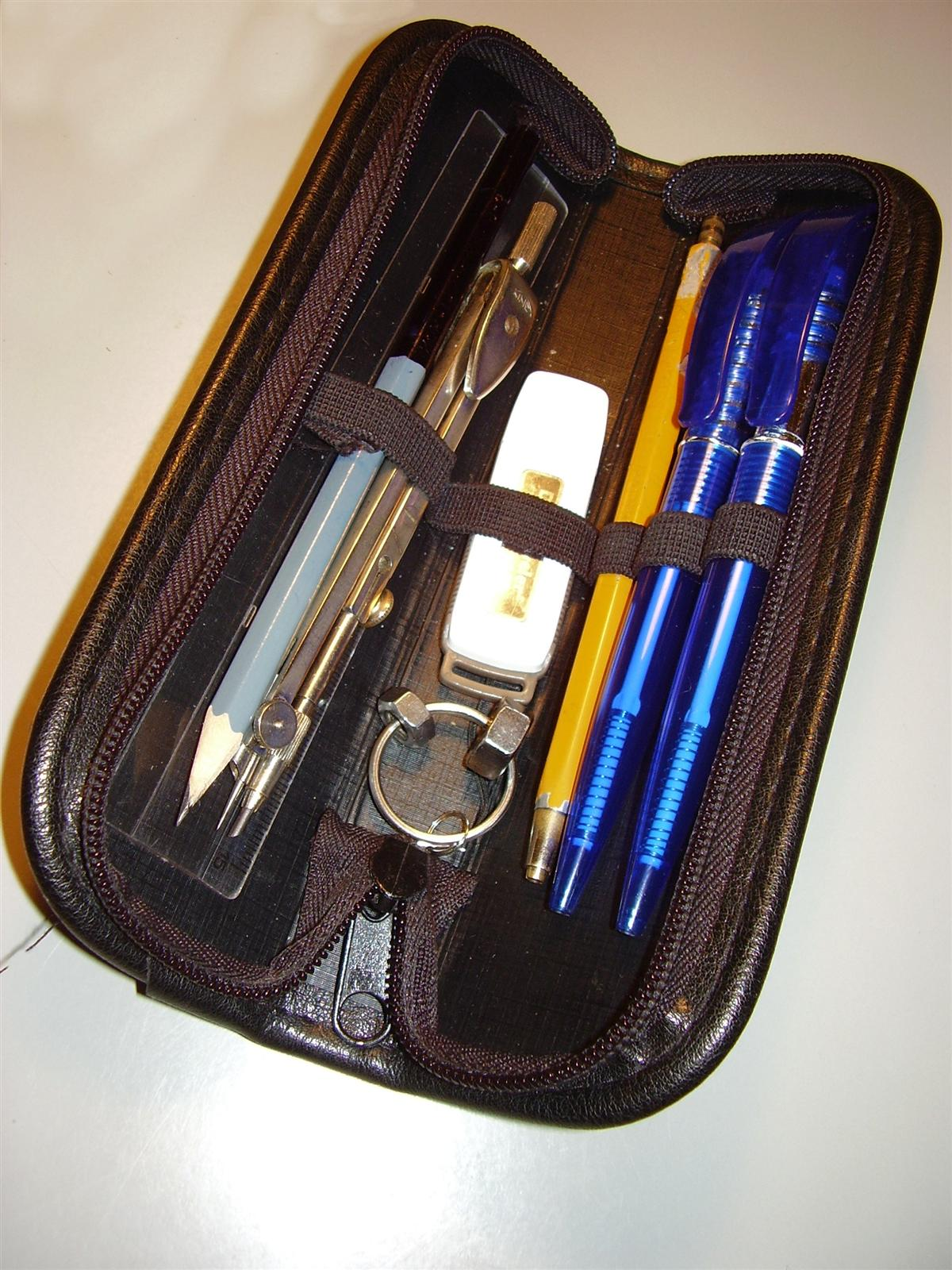
Penál s obsahem

Penál je přenosné pouzdro určené pro bezpečné uložení a přepravu psacích potřeb. Jako takový patří mezi základní školní pomůcky. V dřívějších dobách bylo jeho používání velmi rozšířené, neboť penál také plnil funkci ochranného obalu, jenž zamezoval zašpinění ostatních věcí inkoustem z plnicích per.
Původní penály byly dřevěné. Nověji používanými materiály jsou kůže, plátno a plasty.
Kromě základních psacích potřeb jako tužky či pero lze do penálu vkládat i další běžné kancelářské potřeby, např. mazací gumu, nůžky na papír apod.

## Přenesené významy slova
Existují i různé slangové významy tohoto slova. Například takto bývá označována rakev.